# Ibon Begoña Zubiaur
Ibon Begoña Zubiaur (Bilbao, 17 de novembre de 1973) va ser un futbolista basc, que ocupà la posició de defensa.

## Trajectòria
Comença a destacar al filial de l'Athletic Club, amb qui juga a Segona Divisió entre el 1994 i el 1996, més una a Segona B. Sense aplegar a debutar amb el primer equip a la màxima categoria, acabà fitxant pel Deportivo Alavés.
Amb els vitorians aconseguiria primer l'ascens a la màxima categoria el 1998. El conjunt basc iniciava la que seria la seua edat daurada, amb grans classificacions a la lliga i una final a la UEFA Cup. En aquest període, el defensa alternaria entre la titularitat i la suplència. El 2003 l'Alaves retorna a Segona, on romandria el de Bilbao una campanya més, abans de ser cedit al Nàstic de Tarragona la temporada 04/05.
De nou a l'Alavés, no compta per a l'equip de Mendizorroza, i només juga quatre partits, mentre que el seu equip baixa a la Segona B. Posteriorment, la seua carrera prosseguí en equips més modestes, com a l'Eivissa-Ibiza, on va alternar els càrrecs de futbolista i secretari tècnic i on es retirà del futbol professional l'any 2009.